# Древние породы собак
Дре́вние поро́ды соба́к — 14 пород собак, анализ ДНК которых показал наименьшее отличие их генотипа от волка (исследование 2004 года).
Это означает, что данные породы сформировались одними из первых и с тех пор мало изменились. Эти породы собак встречаются на большой территории, которая охватывает Ближний Восток, Сибирь, Аляску, Китай, Тибет и Африку.
Были исследованы ДНК 85 пород собак, подавляющее большинство которых зарегистрированы Американским Кеннел-клубом (American Kennel Club — AKC) — в среднем примерно по пять представителей от каждой породы. На основе анализа ДНК по генетическим маркерам (микросателлиты и однонуклеотидный полиморфизм) породы были разделены на 4 кластера, древнейшим из которых является № 1, в который вошли 14 пород (см. ниже).
Результаты анализа принесли ряд сюрпризов, в частности, несколько пород оказались не столь древними, как о них привыкли думать (норвежский элкхаунд, фараонова собака, поденко-ибиценко), также в список вошли породы, внешне весьма отдаленные от своего предка — волка (шарпей, пекинес, ши-тцу, чау-чау).

## 14 древнейших пород
| Илл. | Название            | Регион возникновения   | Примерная дата                           |
| ---- | ------------------- | ---------------------- | ---------------------------------------- |
|      | Акита-ину           | Япония                 | 2-е тысячелетие до н. э.                 |
|      | Аляскинский маламут | Аляска                 |                                          |
|      | Афганская борзая    | Афганистан             | VI век до н. э.                          |
|      | Басенджи            | Конго                  | 1-2-е тыс. до н. э.                      |
|      | Лхаса Апсо          | Тибет                  | VIII век до н. э. (сохр. илл.)           |
|      | Пекинес             | Китай                  | более 2 тыс. лет назад                   |
|      | Салюки              | Плодородный полумесяц  | XXXV век до н. э.                        |
|      | Самоедская собака   | Сибирь                 | около 3 тыс.лет назад                    |
|      | Сиба-ину            | Япония                 | III век до н. э.                         |
|      | Сибирский хаски     | Сибирь, Дальний Восток | 1-е тысячелетие до н. э.                 |
|      | Тибетский терьер    | Тибет                  | VI век до н. э.                          |
|      | Чау-чау             | Китай                  | III век до н. э. (илл. 150 год до н. э.) |
|      | Шарпей              | Китай                  | 206 год до н. э.                         |
|      | Ши-тцу              | Тибет, Китай           |                                          |

## Прочие кластеры
Следующие по степени отдаления от волка кластеры: № 2 включает породы типа мастифа, № 3 — овчарок, № 4 — современных собак охотничьего типа (в основном выведенных в Европе с 1800-х годов.
- Кластер № 2: бернский зенненхунд, немецкий боксёр, английский бульдог, бульмастиф, французский бульдог, немецкая овчарка, cierny sery, большой швейцарский зенненхунд, лабрадор-ретривер, мастиф, бультерьер, ньюфаундленд, померанский шпиц, канарский дог, ротвейлер.
- Кластер № 3: бельгийская овчарка, русская псовая борзая, колли, грейхаунд, мопс, сенбернар, шелти.
- Кластер № 4: эрдельтерьер, австралийская овчарка, австралийский терьер, американский кокер-спаниель, американский голый терьер, американский водяной спаниель, американский питбультерьер, бассет-хаунд, бигль, бедлингтон-терьер, бишон фризе, бладхаунд, бордер-колли, керн-терьер, кавалер-кинг-чарлз-спаниель, чесапик бэй ретривер, чихуахуа, кламбер-спаниель, такса, доберман, английский кокер-спаниель, прямошерстный ретривер, курцхаар, ризеншнауцер, золотистый ретривер, немецкий дог, ивисская борзая, ирландский красный сеттер, ирландский терьер, левретка, кеесхонд, керри-блю-терьер, венгерская овчарка, кувас, манчестерский терьер, цвергшнауцер, норвежский элкхаунд, бобтейл, фараонова собака, пойнтер, португальская водяная собака, родезийский риджбек, шипперке, мягкошерстный пшеничный терьер, пудель, миттельшнауцер, вельш-спрингер-спаниель, вест хайленд уайт терьер, уиппет.

Родственные связи и «возраст» породы, вскрытые генетическим анализом, в некоторых случаях не совпадали с официальной историей породы, описанной в стандарте породы.
Как дополнительный аспект исследования подтвердилось, что 6 пар пород являются ближайшими родственниками (аляскинский маламут и сибирский хаски; колли и шелти; грейхаунд и уиппет; бернский зенненхунд и большой швейцарский зенненхунд; бульмастиф и мастиф).
Однако это исследование нельзя считать абсолютно достоверным, так как исследованная выборка представителей каждой породы была недостаточно велика.